# Chemin des Bœufs (Paris Sud)
 (juin 2021).
Si vous disposez d'ouvrages ou d'articles de référence ou si vous connaissez des sites web de qualité traitant du thème abordé ici, merci de compléter l'article en donnant les références utiles à sa vérifiabilité et en les liant à la section « Notes et références ».
Pour les articles homonymes, voir Chemin des Bœufs.
Le chemin des Bœufs est une ancienne voie parisienne reliant l'ancienne commune de Vaugirard au  carrefour des Quatre Chemins.

## Situation
Cette voie traversait les anciennes communes de Montrouge, Vanves et Vaugirard (partiellement intégrées à Paris en 1860). Le chemin fut requalifié et renommé à la fin du XIXe siècle.

## Historique
On trouve le chemin des Bœufs sur le plan cadastral de Montrouge de 1804, ainsi que sur les plans de Paris de Georges Maillard de Bois Saint Lys (1843) et Jean-Baptiste Noëllat (1846).
Par un décret du 10 août 1868, les rues d'Alésia et de Vouillé sont créées, intégrant les sections du chemin des Bœufs situées respectivement dans le 14e et le 15e arrondissements.